# ピラニア (海綿)
ピラニア (Pirania) は、バージェス動物群に属する絶滅種。海綿動物門に属する。
形状は円筒状で枝分かれをしている。壁は厚く、外壁からは大きな骨片が多数出ている。
ピラニアにはニスシアという腕足動物が付着しているものが多く見られ、この2種の生物は密接な関係があったものと思われている。
ピラニアにおけるサンゴはカンブリア紀初期にはすでに出現していたが、大きなコロニーを形成するサンゴが出現するのは古生代オルドビス紀（約４億8830万年前～）以降であると言われている。